# Chavornay (Vaud)
Pour les articles homonymes, voir Chavornay.
Chavornay (/ʃavoʀnɛ/) est une commune suisse du canton de Vaud, située dans le district du Jura-Nord vaudois.

## Géographie

### Localisation
La commune se situe à 453 mètres dans la plaine de l'Orbe, sur le Plateau suisse, à 10 kilomètres au sud-ouest d'Yverdon-les-Bains.

### Voies de communication et transports

#### Réseau routier
La commune est desservie par l'autoroute A1 depuis Lausanne ou Yverdon-les-Bains.

#### Transport ferroviaire
La commune possède une gare desservie par la ligne de Lausanne à Yverdon des CFF, à raison de deux trains par heure dans chaque direction. En outre, la commune est le terminus de la ligne Orbe-Chavornay (OC), désormais gérée par l'entreprise Travys. À l'horizon 2025, la ligne OC devrait être intégrée au RER Vaud après des travaux d'adaptation de la ligne.

## Toponymie
Le nom de la commune, qui se prononce /ʃavoʀnɛ/, a évolué à partir de Cavorniacum (977), Cavornacum (1173), pour la première fois Chavornay (1217), Chauornai et Chavornai (1228), Chauornay (1453) et Chavornex (1628) et encore Chavornex en 1705.
Il dérive probablement du nom de personne latin Capronius et du suffixe celtique -akos/-acum, qui désigne un lieu.
La commune se nomme Tsavornaï en patois vaudois.

## Histoire

### Avant J.-C.
Chavornay aurait été, semble-t-il, une cité lacustre de l'âge du bronze et une quantité de fers à mulets trouvés sur son périmètre pourrait plaider en faveur d’une station de relais entre le Mauremont et le Vicus eburodunensis des premiers Helvètes. Il est tout de même curieux qu'elle soit située en dehors des deux voies connues qui longeaient le marécage, celles d’Essert-Pittet et de l'antique Urba.
Chavornay serait donc vraisemblablement une station de marais, à base surélevée reposant sur une fondation de troncs entrecroisés, comme on en a découvert aux environs de Bex.

### Moyen Âge
Sans preuve certaine, Chavornay est donné, en 867, par le roi carolingien Lothaire à son épouse Theutberge. Vingt ans plus tard, il devient la propriété des rois de Bourgogne transjurane qui y habitent quelquefois, mais on ne trouve plus de traces de leur résidence. C’est ainsi qu’en 927, l’élection de Libon, évêque de Lausanne, est confirmée par le roi Rodolphe II qui tient alors ses assises au village de Chavornay (in villa Cavorniaco). Le roi est accompagné de l’archevêque de Besançon et de l’évêque de Belley. Ce dernier préside à la cérémonie du sacre. La tradition veut que le château de Chavornay se trouve alors au lieu-dit « Sur la ville », où les travaux des champs ont mis au jour des débris carbonisés.
Plus tard, Chavornay devient la propriété de l’église de Lausanne ; en 1397, l’évêque y perçoit la dîme, soit 16 muids de froment, 25 muids d’avoine et 10 livres de cire ; le Chapitre, de son côté, détient le patronat de l’église paroissiale.
Le village de Chavornay a donné son nom à une famille dont on trouve des traces du XIe au XVe siècle. Le plus ancien serait le chevalier Sichardus de Chavornay, ou Otton de Chavornay (1096). Nicolas et Jean de Chavornay sont, vers 1234 et 1254, chanoines de Lausanne. Frédéric de Gingins mentionne Vienot de Chavornay en 1278. Le dernier cité est François de Chavornay, en 1488.

### Époque moderne
Les franchises de Chavornay sont supprimées par les commissaires bernois en 1536.
Le premier pasteur est Jean Tissot, ancien cordelier de Grandson qui, après s’être signalé par ses violences contre les réformés de cette localité, finit par se marier et passer à la Réforme.
À l'époque bernoise, Chavornay forme une châtellenie avec une cour de justice composée d’un châtelain et 12 justiciers. La communauté est administrée par un conseil de 12 membres.

### Époque contemporaine
En septembre 2015, les habitants de Chavornay, Corcelles-sur-Chavornay et Essert-Pittet approuvent la fusion de leurs trois communes pour le 1er janvier 2017.
En août 2020, la société de jeunesse de Chavornay remporte le Giron du Nord 2022, qu'elle organisera 26 ans après celui de 1996.

## Héraldique
| Armes de Chavornay | Les armes de la commune de Chavornay se blasonnent ainsi : Parti d'argent et de gueules, à une couronne royale rodolphienne au naturel d'or gemmée d'azur, et de sinople. |

## Politique et administration
La commune de Chavornay a connu plusieurs organisations politiques au cours des dernières années en raison de la fusion avec les villages d'Essert-Pittet et Corcelles-sur-Chavornay. Depuis le début de la législature 2021-2026, elle est dotée d'une municipalité de sept membres (exécutif) et d'un conseil communal de soixante membres (législatif). Ces deux organes sont élus au suffrage universel pour une période de cinq ans. L'élection de la municipalité se déroule au système majoritaire à deux tours et l'élection du conseil communal au système proportionnel.

### Conseil communal
La répartition des sièges au conseil communal est la suivante pour les législatures citées ci-dessous :
Législature 2021-2026
- 31 sièges pour le groupe PLR Les Libéraux Radicaux et Indépendants
- 19 sièges pour le groupe Parti Socialiste / Groupe Social Ecologique / Les Vert(e)s
- 10 sièges pour le groupe Chavornay Ensemble - les indépendants

Législature 2016-2021
- 33 élus du Parti libéral-radical (PLR) ;
- 12 élus du Parti socialiste et du Groupe social écologique ;
- 8 élus de Chavornay Ensemble - Les Indépendants ;
- 7 élus de l'Union démocratique du centre (UDC).

## Population et société

### Démographie
Voici la population à différentes époques,
- 1416 : 60 feux
- 1803 : 649 habitants
- 1806 : 657 habitants
- 1900 : 805 habitants
- 1910 : 1 055 habitants
- 1950 : 1 401 habitants
- 1954 : 1 406 habitants
- 1965 : 1 461 habitants
- 2000 : 2 888 habitants
- 2004 : 3 000 habitants
- 2009 : 3 488 habitants
- 2010 : 3 617 habitants
- 2012 : 3 753 habitants
- 2013 : 3 858 habitants
- 2015 : 4 050 habitants
- 2018 : 5 000 habitants (la commune de Chavornay a fusionné au 1er janvier 2017 avec Corcelles-sur-Chavornay et Essert-Pittet, ce qui a augmenté le nombre d'habitants)
- 2019 : 5 114 habitants (1er octobre)

### Gentilé et surnom
Les habitants de Chavornay se nomment les Chavornaysans.
Ils sont surnommés les Corbeaux, « en référence aux oiseaux qui survolaient les étangs à l'époque de la tuilerie de Chavornay » et les Enterre-Taupes (une histoire raconte qu'un paysan aurait capturé une taupe qui avait saccagé son pré et, pour la punir, l'aurait enterrée vivante).

## Économie
- Le port franc
- Le Terminal Combiné Chavornay rail-route, transfert des conteneurs des wagons de chemin de fer sur les camions et vice-versa
- Une usine du groupe Sicpa

## Culture et patrimoine

### Monuments

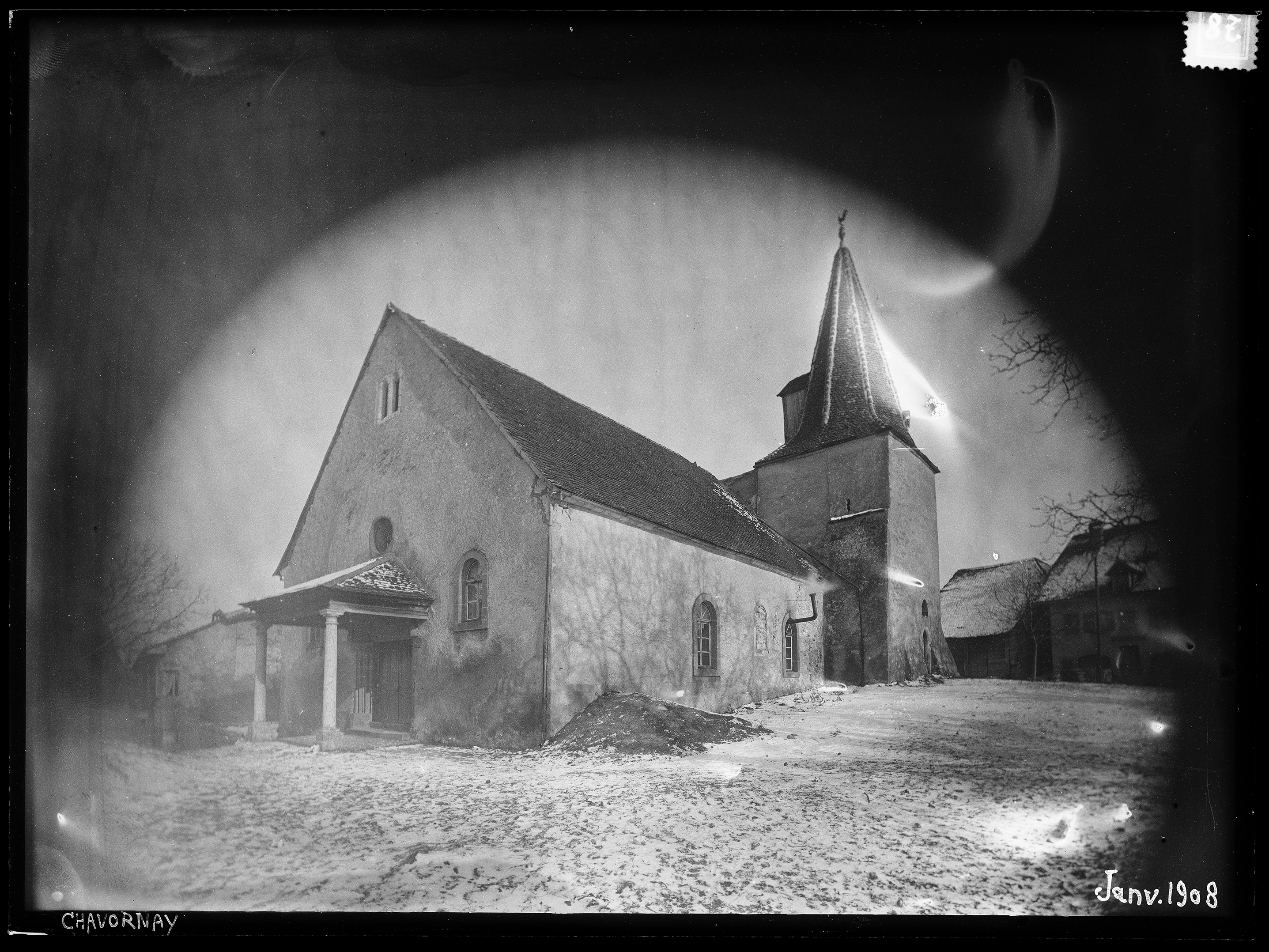
Église de Chavornay, photographie d'Albert Naef.

L’église, aujourd’hui église évangélique réformée Saint-Marcel, date du XIIe siècle. La bâtisse actuelle néanmoins est issue d'une reconstruction au Moyen Âge (vers 1400), elle reste pourtant une des plus vieilles églises du canton et est classée bâtiment historique. Elle possède un chœur gothique du XVe siècle et une nef comportant un plafond cintré en bois avec des colonnes, restaurée entre 1648 et 1671.

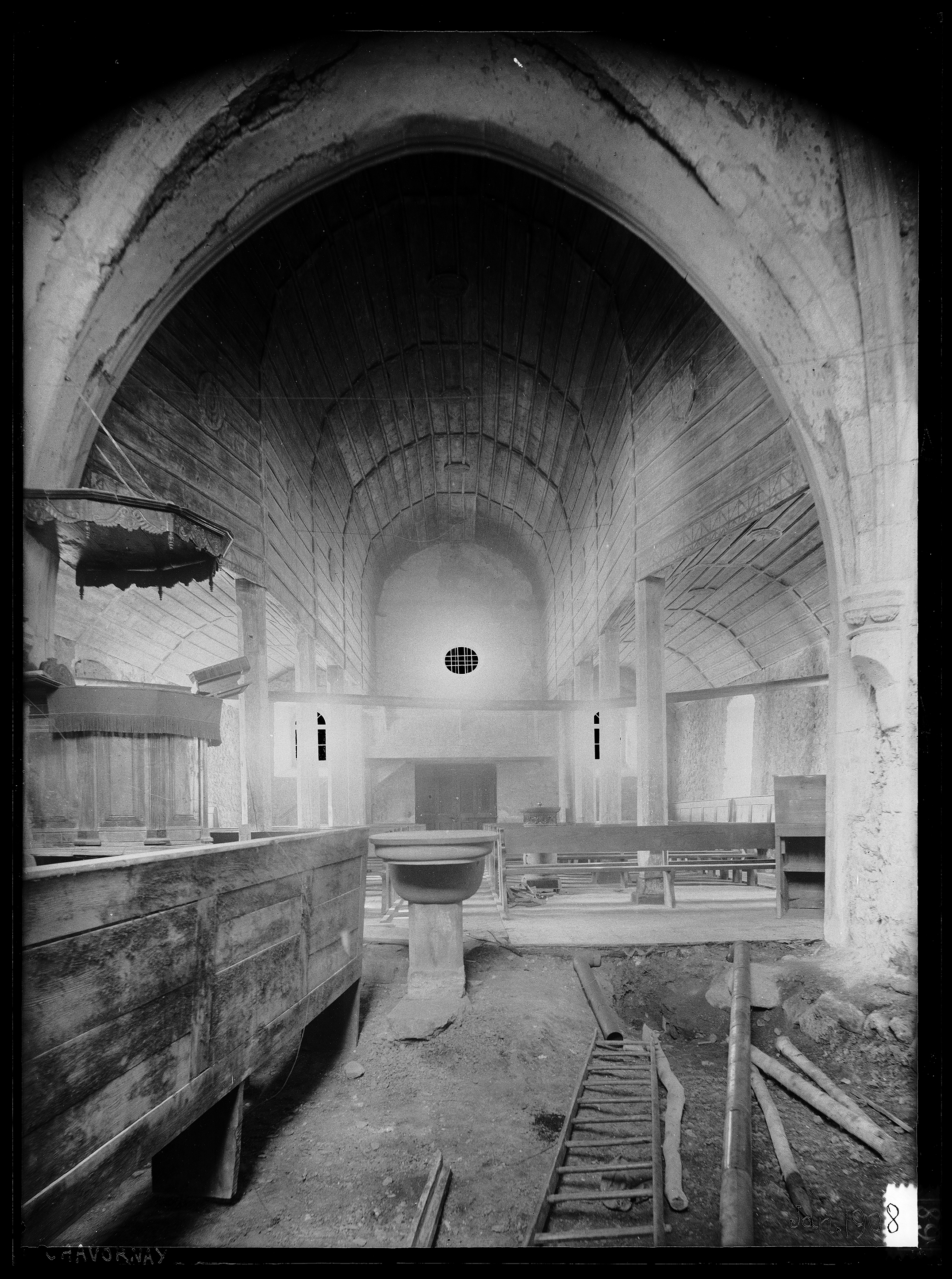
Église de Chavornay (intérieur), photographie d'Albert Naef.

Sur la Grand'Rue se dresse la « Maison Bernoise » qui date du XVIe siècle. Elle doit son nom à une architecture typique de style bernois, elle porte toutefois ce nom que depuis 1911, avant quoi on l'appelait simplement maison du bas du village. Elle est actuellement la propriété de l’artiste peintre Bernard Viglino.